# Lista de senhores de Povos
Este anexo é composto por uma lista de Senhores de Povos.
- Gonçalo Vasques de Melo, 1.º senhor de Povos, Castanheira e Cheleiros,, mercê feita por D. João I;
- Gonçalo Vasques de Melo o Moço, 2.º senhor de Povos;
- Martins Vaz de Melo, 3.º senhor de Povos;
- Pero Vaz de Melo, 4.º senhor de Povos, mais tarde também Conde da Atalaia, passando a usar o nome de D. Pedro de Melo;
- Álvaro de Ataíde e Leonor de Noronha, 5.ºs senhores de Povos;